# Алмедин Зилькич
Алмедин Зилькич (босн. Almedin Ziljkić, серб. Алмедин Зиљкић, нар. 25 лютого 1996, Новий Пазар) — боснійський та сербський футболіст, нападник клубу «Сараєво» та національної збірної Боснії і Герцеговини.

## Клубна кар'єра
Народився 25 лютого 1996 року в місті Новий Пазар. Вихованець юнацьких команд футбольних клубів «Нові-Пазар» та «Воєводина».
У дорослому футболі дебютував 2015 року виступами за команду «Доні Срем», але у липні того ж року повернувся у «Нові-Пазар», уклавши трирічний контракт. Свою першу гру в Суперлізі Сербії він зіграв проти «Явора». 30 серпня 2016 року залишив «Нові-Пазар» і перебрався до хорватського клубу другого дивізіону «Гориця» (Велика Гориця). Пізніше він виступав за боснійські клуби «Слобода» (Тузла), «Тузла Сіті» та «Борац» (Баня-Лука). З останньою він виграв титул чемпіона Боснії та Герцеговини в сезоні 2020/21.
Влітку 2021 року підписав дворічний контракт з «Олімпією» (Любляна). Відіграв за команду з Любляни наступні два сезони своєї ігрової кар'єри. Більшість часу, проведеного у складі люблянської «Олімпії», був основним гравцем атакувальної ланки команди.
На початку 2023 року перебрався до «Сараєво». Станом на 22 листопада 2023 року відіграв за команду з боснійської столиці 25 матчів в національному чемпіонаті.

## Виступи за збірну
Зилькич народився в Сербії, але у 2020 році одружився з боснійкою і отримав громадянство Боснії і Герцеговини та право представляти цю країну на міжнародній арені.
15 листопада 2020 року дебютував в офіційних матчах у складі національної збірної Боснії і Герцеговини, вийшовши на заміну на останніх хвилинах матчу Ліги Європи УЄФА, який вони програли Нідерландам з рахунком 1:3.

## Досягнення
- Чемпіон Боснії і Герцеговини: 2020/21

| Дата       | Місто         | Господарі            | Результат | Гості                | Турнір                               | Голи | Примітки |
| ---------- | ------------- | -------------------- | --------- | -------------------- | ------------------------------------ | ---- | -------- |
| 15-11-2020 | Амстердам     | Нідерланди           | 3 – 1     | Боснія і Герцеговина | Ліга націй УЄФА 2020-2021 - 1-й етап | -    | 89'      |
| 6-6-2021   | Брендбювестер | Данія                | 2 – 0     | Боснія і Герцеговина | товариський матч                     | -    | 78' 88'  |
| 19-11-2023 | Зениця        | Боснія і Герцеговина | 1 – 2     | Словаччина           | Відбір до ЧЄ 2024                    | -    | 87'      |
| Усього     |               | Матчів               | 3         |                      | Голів                                | 0    |          |